# Maxine Kumin
Maxine Kumin (Filadelfia, Pensilvania, 6 de junio de 1925 - Warner, Nuevo Hampshire, 6 de febrero de 2014) fue una poetisa estadounidense que, entre otros premios, recibió el Premio Pulitzer de Poesía. Fue nombrada Poeta Laureada Consultora en Poesía de la Biblioteca del Congreso entre 1981 y 1982.

## Biografía
Maxine Kumin nació el 6 de junio de 1925 en 1925 en Filadelfia. Kumin, aunque hija de padres judíos, fue a una guardería y colegio católicos. Logró su licenciatura en 1946 y un Master of Arts en 1948 en Radcliffe College. En junio de 1946 se casó con Victor Kumin, un graduado de Harvard y consultor de ingeniería; tuvieron dos hijas y un hijo.
En 1957 comenzó a estudiar poesía con John Holmes en el Boston Center for Adult Education. Allí conoció a Anne Sexton, con quien entabló una amistad que duró hasta el suicidio de Sexton en 1974. Kumin fue profesora de lengua inglesa desde 1958 a 1961 y desde 1965 a 1968 en Universidad Tufts; desde 1961 a 1963 fue profesora visitante en Radcliffe Institute for Independent Study. También fue elegida como poetisa en residencia y visitante en muchas universidades americanas. Desde 1976, ella y su marido vivieron en una granja en Warner (Nuevo Hampshire), donde se dedicaron a la cría de caballos árabes.

## Trayectoria literaria
Entre los muchos premios que Kumin ganó se pueden incluir el Eunice Tietjens Memorial Prize de Poetry (1972), el Premio Pulitzer de Poesía (1973) por Up Country, el Aiken Taylor Prize, el Poets' Prize (por Looking for Luck) en 1994, un American Academy and Institute of Arts a Letters Award por su excelencia en literatura en 1980, una beca de la Academy of American Poets en 1986, el Ruth Lilly Poetry Prize en 1999, y seis honoris causa. En 1979, se produjo y distribuyó el juego de tarjetas coleccionables Supersisters; una de las tarjetas presentaba el nombre y la imagen de Kumin. También fue galardonada con el Premio Sarah Joseph Hale y el Premio Levinson. También recibió una beca del Fondo Nacional para las Artes y becas de la Academia de Poetas Americanos. Entre 1981-1982 sirvió como consultora de poesía en la Biblioteca del Congreso. Kumin ha sido publicada en Beloit Poetry Journal.
La crítica compara a Kumin con Elizabeth Bishop por sus meticulosas observaciones, y con Robert Frost, porque con frecuencia centraba su atención en la vida rural de Nueva Inglaterra. Se la ha agrupado al grupo de poetas confesionales junto con Anne Sexton, Sylvia Plath y Robert Lowell. Pero, al contrario que los confesionalistas, Kumin evitaba la retórica y adoptaba un estilo sencillo. A lo largo de su vida Kumin logró el equilibrio literario entre su sentido de la inmanencia de la vida y su fascinación por el denso mundo físico que la rodeaba. Fue jueza del Premio Brittingham de Poesía en 1985 y seleccionó Talking To Strangers de Patricia Dobler.
Enseñó poesía en el Programa de Maestría en Bellas Artes (MFA) de Baja Residencia del New England College. También fue editora colaboradora de The Alaska Quarterly Review. Junto con su colega poeta Carolyn Kizer , formó parte de la junta de rectores de la Academia de Poetas Estadounidenses, y luego renunció a ella, lo que impulsó el movimiento para ampliar la representación de mujeres y minorías en este prestigioso organismo.

## Curiosidades
Se cree que Kumin fue la última persona que vio con vida a Anne Sexton. Comió con ella el día de su muerte, el 4 de octubre de 1974.

### Poesía
- Still To Mow, W. W. Norton & Company, 2007
- Jack and Other New Poems, W.W. Norton Co., 2005
- Bringing Together: Uncollected Early Poems 1958-1988, W.W. Norton Co., 2003
- The Long Marriage, W.W.Norton Co., 2001; finalista del Lenore Marshall Award of the Academy of American Poets, 2002
- Selected Poems 1960-1990, W.W. Norton Co., 1997 ; New York Times notable book of the year
- Connecting the Dots, W.W. Norton Co.,1996
- Looking for Luck, W.W. Norton Co., 1992
- Nurture, Viking/ Penguin 1989, o. o. p.
- The Long Approach, Viking /Penguin, 1985-1986, o.o.p.
- Our Ground Time Here Will Be Brief, New and Selected Poems, Viking/Penguin 1982, o. o. p.
- The Retrieval System, Viking/Penguin, 1978, o.o.p.
- House, Bridge, Fountain, Gate, Viking/ Penguin, 1975, o.o.p.
- Up Country, Harper & Row, 1972, o.o.p.
- The Nightmare Factory, Harper & Row, 1970, o.o.p.
- The Privilege, Harper & Row, 1965, o.o.p.
- Halfway, Holt, Rinehart & Winston, 1961, o.o.p.

### Novelas
- Quit Monks or Die, Story Line Press, 1999
- The Designated Heir, Viking, 1974, o.o.p.; Andre Deutsch (England) o.o.p.
- The Abduction, Harper & Row, 1971, o.o.p.
- The Passions of Uxport, Harper & Row, 1968, 1969, o.o.p.
- Through Dooms of Love, Harper & Row, 1965; Hamish Hamilton & Gollancz (England), o.o.p.
- Why Can't We Live Together Like Civilized Human Beings? Viking 1982, o.o.p.

### Ensayos
- Always Beginning: Essays on a Life in Poetry, Copper Canyon Press, 2000
- Inside the Halo and the Journey Beyond, W. W. Norton Co., 1999
- Women, Animals, and Vegetables: Essays and Stories, Norton, 1994, o.o.p.; Ontario Review Press, paper, 1996
- In Deep: Country Essays, Viking 1987, o.o.p.; Beacon Press 1988, o.o.p.
- To Make a Prairie: Essays on Poets, Poetry and Country Living, University of Michigan Press, 1980 paper

### Crítica
- Telling the Barn Swallow: Poets on the Poetry of Maxine Kumin, ed. by Emily Grosholz, University Press of New England, 1997

### Libros infantiles
- 1961 Follow the Fall
- 1961 Spring Things
- 1961 Summer Story
- 1961 A Winter Friend
- 1962 Mittens in May
- 1964 Sebastian and the Dragon
- 1964 Speedy Digs Downside Up
- 1967 Faraway Farm
- 1969 When Grandmother Was Young
- 1971 When Great-Grandmother Was Young
- 1984 The Microscope
- 2006 Mites to Mastodons

Escritos con Anne Sexton:
- 1963 Eggs of Things
- 1964 More Eggs of Things
- 1974 Joey and the Birthday Present
- 1975 The Wizard's Tears